# Syrmatium leucophyllum
Syrmatium leucophyllum là một loài thực vật có hoa trong họ Đậu. Loài này được (Greene) Brand miêu tả khoa học đầu tiên năm 1898.